# Oldsmobile Modell M
Das Oldsmobile Modell M war ein PKW, der im Modelljahr 1908 von Oldsmobile gefertigt wurde. Er ersetzte das Modell A des Vorjahres. Das Oldsmobile Modell MR war die bis auf den kürzeren Radstand (2692 statt 2845 mm) technisch identische Roadsterausführung und ersetzte das Modell H von 1907.
Die Fahrzeuge hatten vorne eingebaute, wassergekühlte Reihenvierzylinder-Viertaktmotoren, die aus dem vergrößerten Hubraum von 5506 cm³ eine Leistung von 36 bhp (26,5 kW) zogen.
Die Motorkraft wurde über ein Dreiganggetriebe mit Schalthebel rechts außen und eine Kardanwelle an die Hinterräder weitergeleitet. Das Bremspedal wirkte auf die Kardanwelle, der Handbremshebel auf die Trommelbremsen an den Hinterrädern. Der Wagen wurde als 4-türiger Tourenwagen (Modell M) oder 2-sitziger Roadster (Modell MR) geliefert. Acetylenbeleuchtung war serienmäßig, ebenso wie Öllampen und Gepäckträger.
Zusammen mit dem etwas kleineren Vierzylindermodell X entstanden in diesem Jahr 1.000 Fahrzeuge. Im Folgejahr wurden die Modelle M und MR durch die Modelle D und DR abgelöst.